# Elymnias winkleri
Elymnias winkleri är en fjärilsart som beskrevs av Kalis 1933. Elymnias winkleri ingår i släktet Elymnias och familjen praktfjärilar. Inga underarter finns listade i Catalogue of Life.